# Eastface Nunatak
Eastface Nunatak är en nunatak i Antarktis. Den ligger i Östantarktis. Nya Zeeland gör anspråk på området. Toppen på Eastface Nunatak är 262 meter över havet, eller 17 meter över den omgivande terrängen. Bredden vid basen är 0,55 km.
Terrängen runt Eastface Nunatak är kuperad åt nordväst, men åt sydost är den platt. Trakten är obefolkad. Det finns inga samhällen i närheten.